# 甜百香果

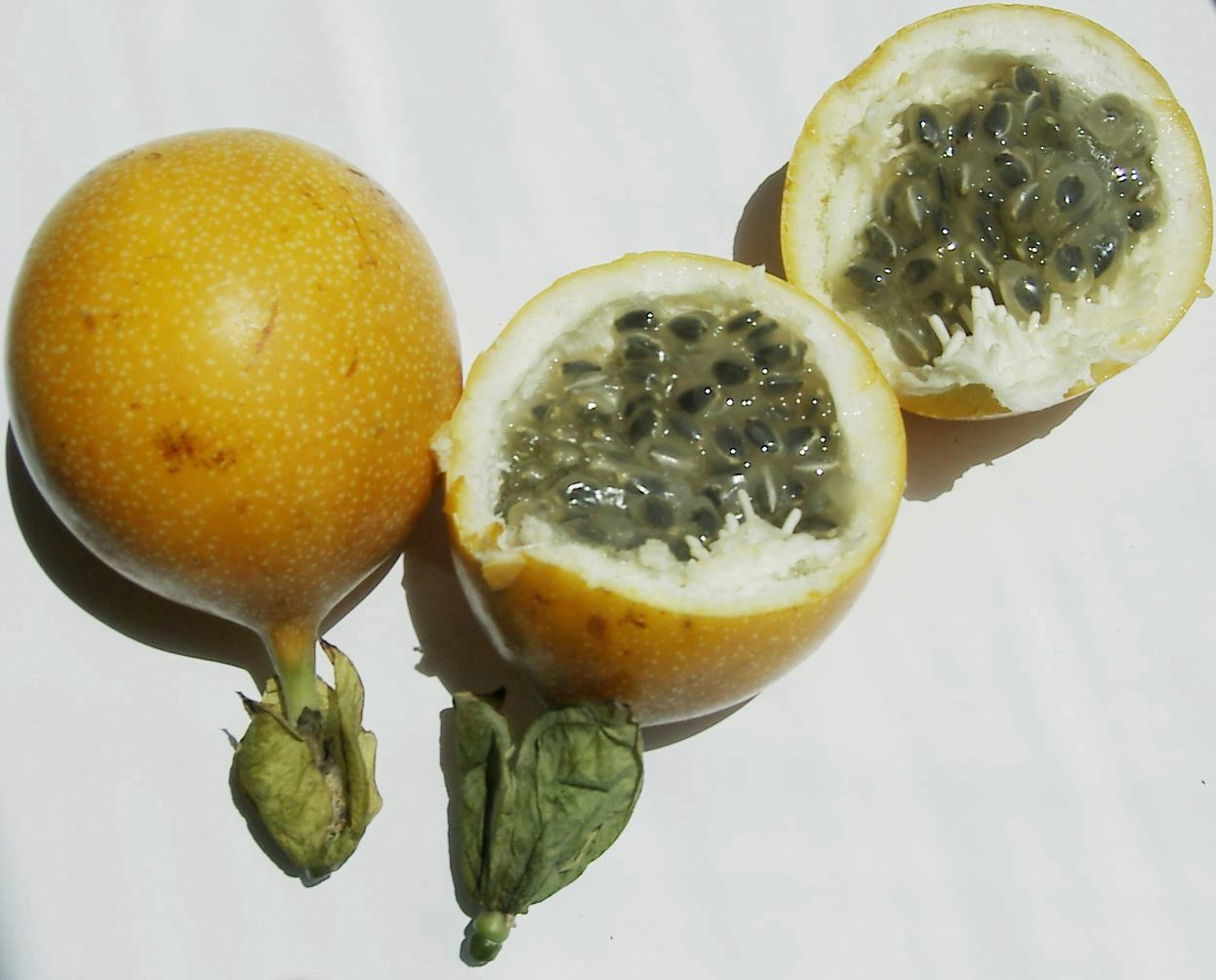
果實
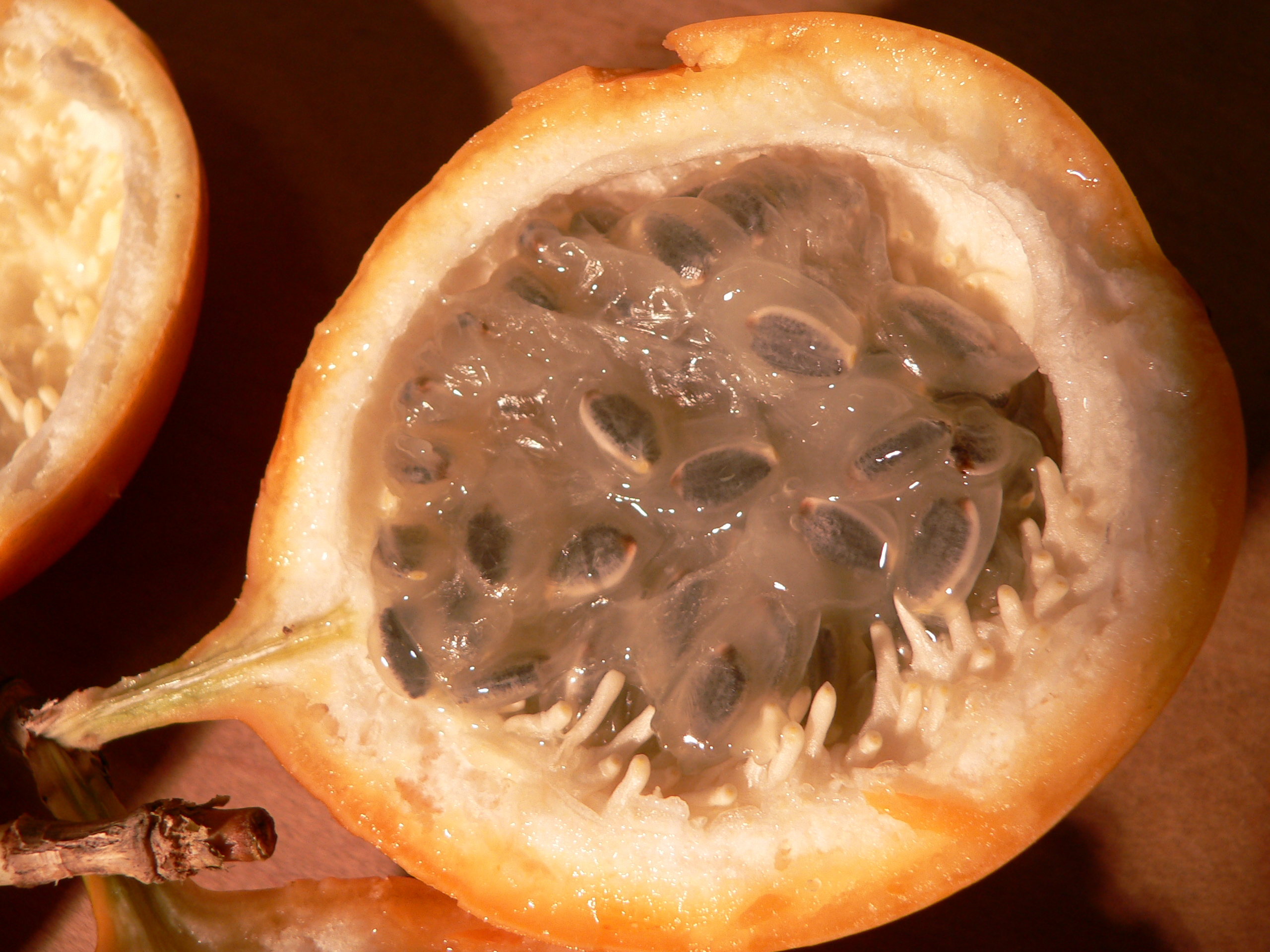
果實

甜百香果（学名：[Passiflora ligularis] 错误：{{Lang}}：文本有斜体标记（帮助））在台灣稱為大果西番蓮或大西番蓮，於1913 年自菲律賓引進種植，作為果樹栽植，廣東、廣西、海南亦有栽培，稱為日本瓜（《海南植物圖誌》）。它原生地在玻利維亞和委內瑞拉之間的安地斯山脈。生長範圍最南端為阿根廷北部，最北至墨西哥。除了在南美洲的原生地外，它也被種植在非洲和澳大利亞的熱帶山區（在其他地方泛稱為西番蓮）。
它適合生長在海拔從1700公尺至2600公尺，溫度從15度到18度，雨量600至1000毫米，是西番蓮屬中較能適應寒冷的品種。在近年從印尼引進至台灣，並廣泛種植於嘉義縣梅山鄉、阿里山鄉，成為地方特產，有「梅山蜜果」之美名。
單葉盾形或心型，先端尖銳，葉基部裂開到葉柄連結處。十片白色的花被，內部有紫色的副花冠環繞，雄蕊綠色、短胖，雌蕊白色、柱頭三分。
果實橙黃色，表皮上並有白色小斑點。果實從6.5到8厘米長，直徑5.1到7厘米。表皮光滑，內部有軟組織，以保護種子。種子黑色，被白色的假種皮包圍。可食部分為假種皮，和普通百香果（Passiflora edulis）不同的是，其味道甜而不酸，並帶有芳香。含有維他命A、C和鉀，磷，鐵和鈣。
主要生產國是秘魯、委內瑞拉、哥倫比亞、厄瓜多、巴西、南非、印尼和肯亞。主要進口國是美國，加拿大，比利時，荷蘭，瑞士和西班牙。

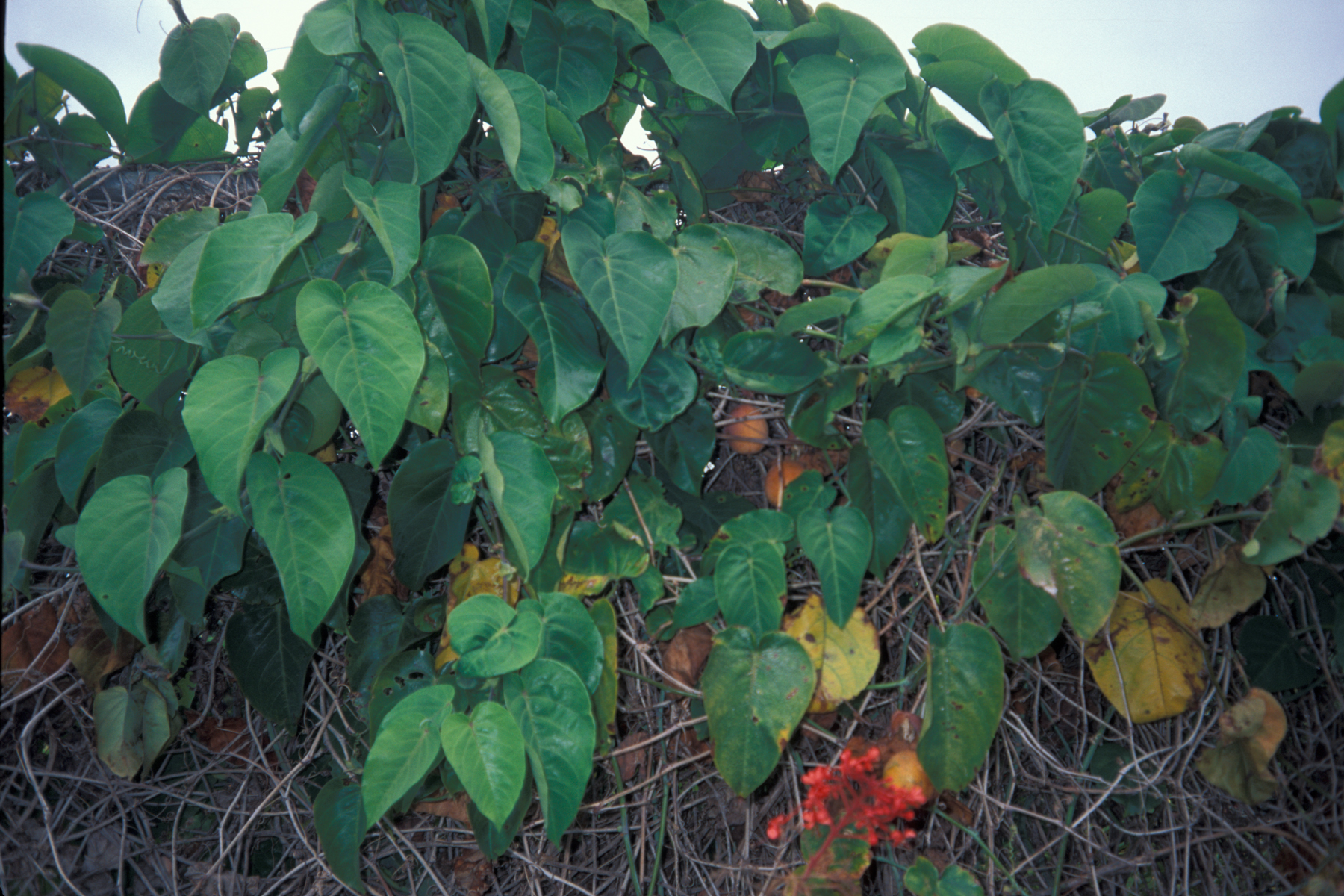
植株
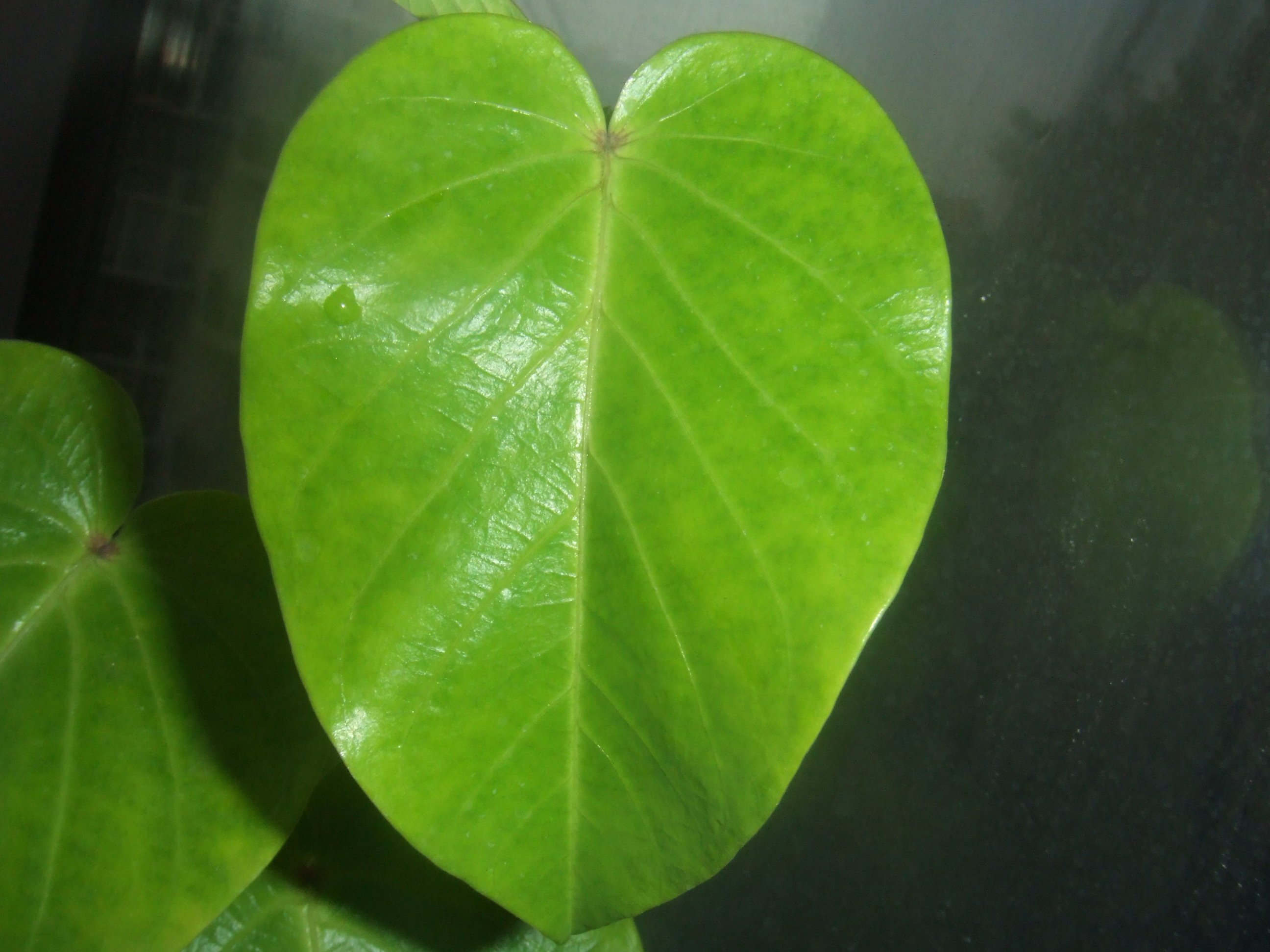
葉片

- 果實
- 果實